# Pierre Michelot
Pierre Michelot (* 3. März 1928 in Saint-Denis, Département Seine-Saint-Denis; † 3. Juli 2005 in Paris) war ein französischer Jazzmusiker.

## Leben
Der Bassist, den man im Film Round midnight zusammen mit Dexter Gordon und an der Seite von Herbie Hancock, John McLaughlin, Bobby Hutcherson, Wayne Shorter und Billy Higgins musizieren sehen konnte, ist eine der Vaterfiguren der europäischen Bass-Emanzipation gewesen. Bud Powell oder Miles Davis griffen auf das einfühlsame und doch druckvolle Spiel Michelots zurück.
Rex Stewart und Coleman Hawkins, Chet Baker, Stéphane Grappelli, Don Byas, Thelonious Monk, Lester Young, Dexter Gordon, Zoot Sims, Dizzy Gillespie, Django Reinhardt, Jacques Loussier, Tchan Tchou Vidal und Baden Powell setzten bei ihren Europaaufenthalten oder -tourneen auf Michelots Dienste. Mit Reinhardt arbeitete er bei der Blue Star Session im März 1953, die vorletzte Session vor dessen Tod. Von 1960 bis 1978 bildete er mit Jacques Loussier (Klavier) und Christian Garros (Schlagzeug) das Play Bach Trio. Weiterhin war Michelot an Miles Davis’ Filmmusik Ascenseur pour l’échafaud, dem Soundtrack zu Louis Malles erstem Film Fahrstuhl zum Schafott, beteiligt. Zu hören ist er auch auf dem Album Sidney Bechet/Martial Solal.
Michelot war durch Plattenaufnahmen unter eigenem Namen wenig repräsentiert: Round About a Bass ist eines seiner wenigen Alben.
1963 erhielt er den Prix Django Reinhardt.

## Werke
- Swing SW-344 (mit Kenny Clarke) (1950)
- Django Reinhardt: Pêche à la Mouche: The Great Blue Star Sessions 1947/1953 (Blue Star/Verve, 1953)
- Polydor 20853 (1958)
- Round about a bass (Mercury Records 125500)
- Bass and bosses (mit Toots Thielemans) (1989)